# Mil Mi-14

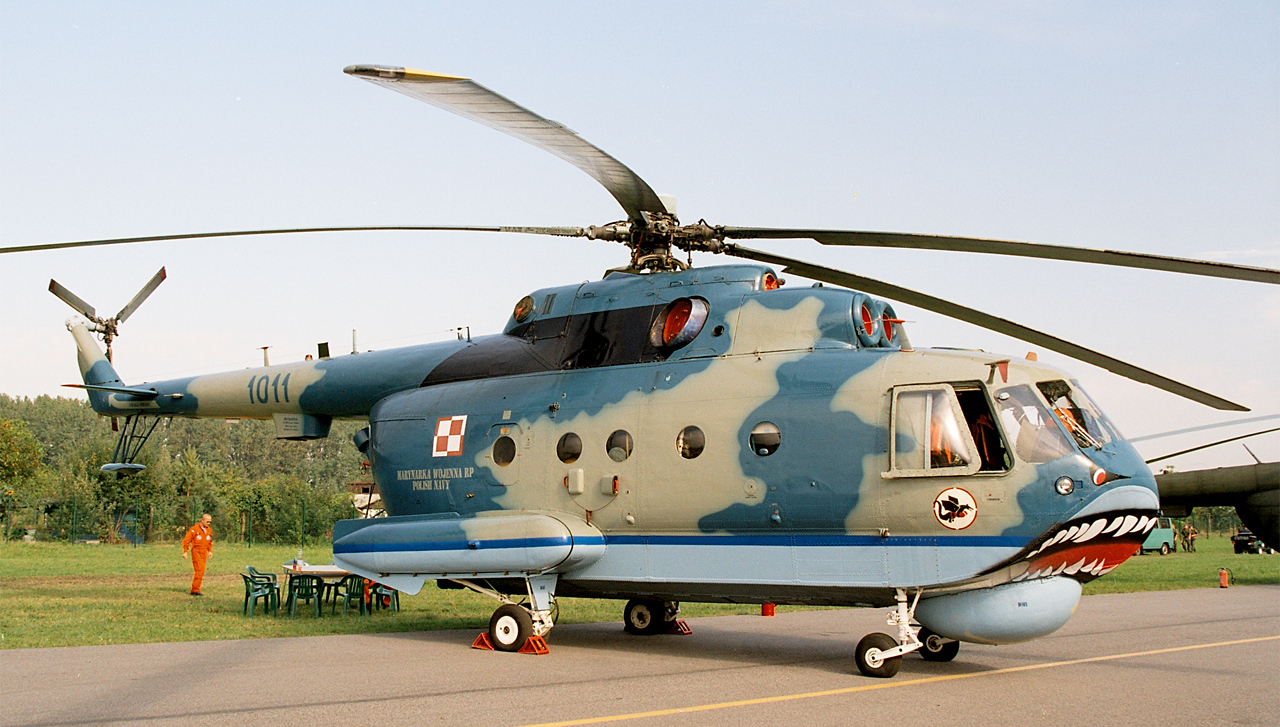
Een Mil Mi-14 van de Poolse marine

De Mil Mi-14 (Russisch: Ми-14) (NAVO-codenaam: Haze) is een Sovjet militair
e transporthelikopter, afgeleid van de Mi-8. 
Hij is gebouwd in anti-onderzeeboot, anti-mijn en search and rescue versies. Hij heeft twee Klimov TV3-117MT turboshaft motoren, een romp als een boot en een inklapbaar onderstel. De Mi-14 vloog voor het eerst in september 1969 en kwam voor het eerst in dienst in 1975.

## Gebruikers

### Huidige gebruikers
- Een Mi-14PL van de Libische luchtmacht Congo-Brazzaville - 1 - Congolese marine[1]
- Georgië - 2 - Georgisch leger[1]
- Jemen - Jemenitische luchtmacht[1]
- Libië - 3 - Libische luchtmacht[1]

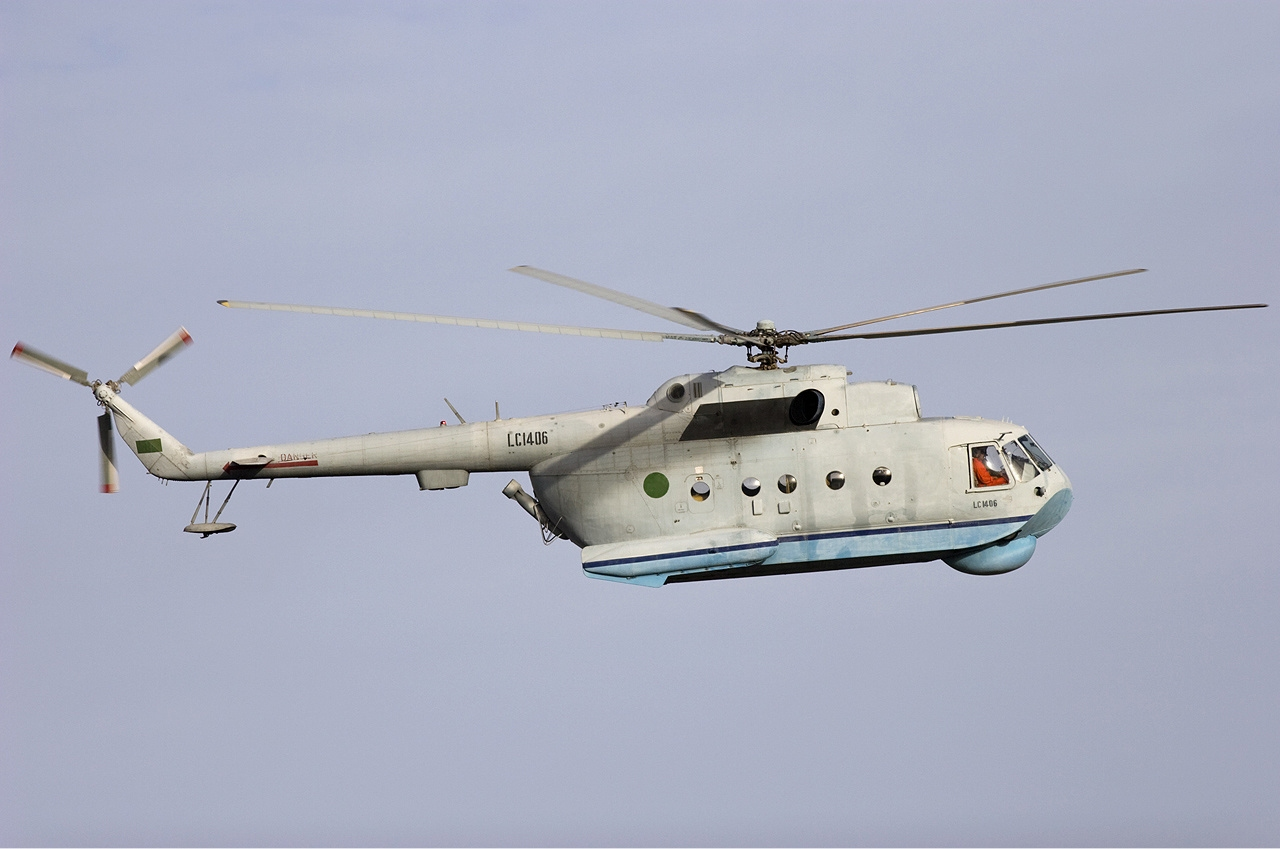
Een Mi-14PL van de Libische luchtmacht

- Noord-Korea - 8 - Noord-Koreaanse luchtmacht[1]
- Oekraïne - 4 - Oekraïense marine[1]
- Pakistan - 2 - Pakistaanse marine[1]
- Polen - 6 - Poolse marine[1]
- Syrië - 10 - Syrische luchtmacht[1]

### Voormalig gebruikers
- Een Mi-14 van de Marineluchtvaartdienst van de Sovjet-Unie Bulgarije - Bulgaarse marine[2]
- Cuba - Cubaanse marine[2]

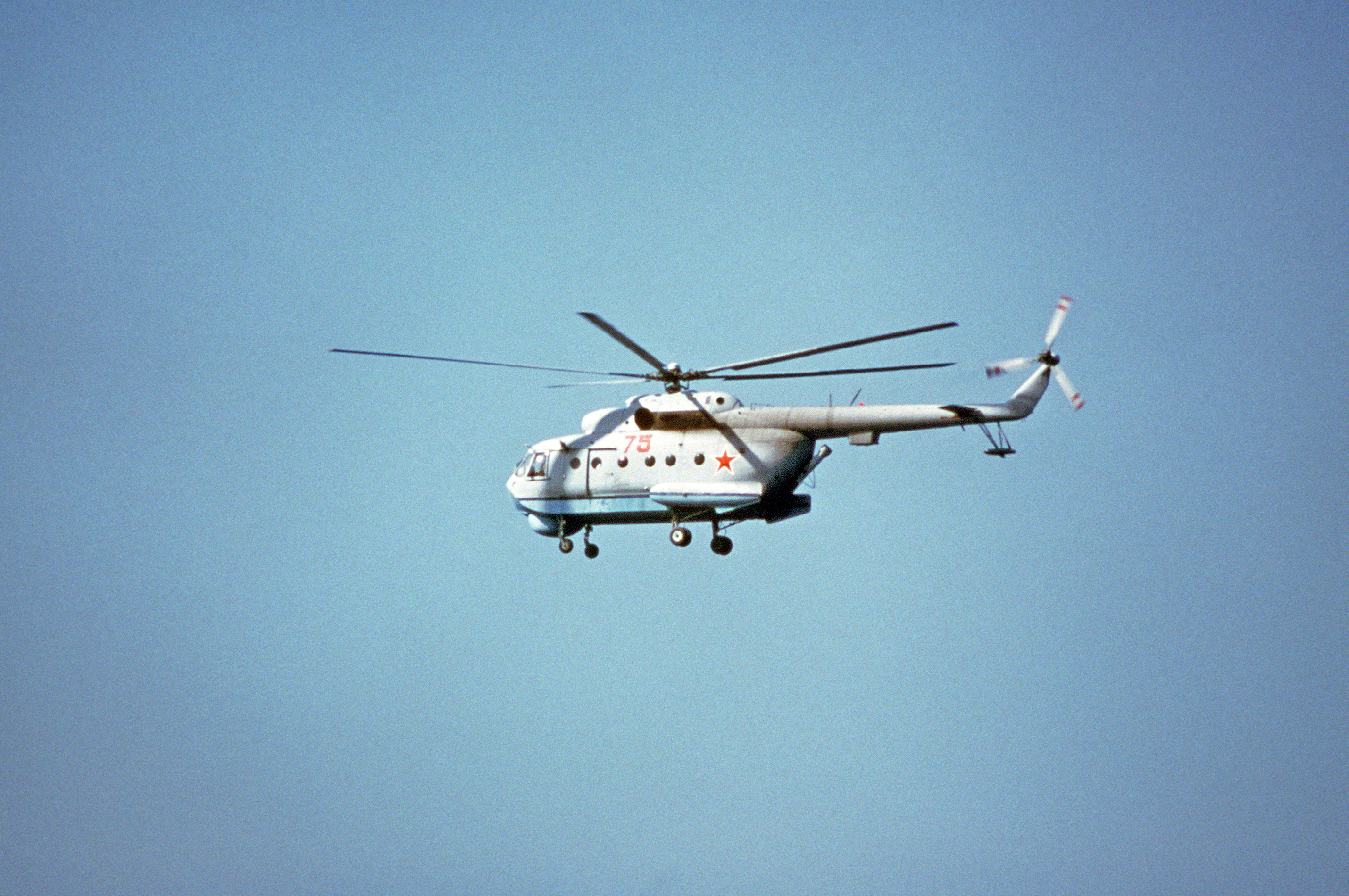
Een Mi-14 van de Marineluchtvaartdienst van de Sovjet-Unie

- Democratische Volksrepubliek Jemen - Luchtmacht[3]
- Duitsland - Duitse marine[4]
- Duitse Democratische Republiek - Oost-Duitse marine[5]
- Ethiopië - Ethiopische luchtmacht[6]
- Joegoslavië - Joegoslavische luchtmacht
- Nepal - Nepalees leger[2]
- Rusland - Russische marine[2]
- Sovjet-Unie - Marineluchtvaartdienst van de Sovjet-Unie

## Specificaties
- Bemanning: 2

Mi-14

- Capaciteit: 32 militairen, 12 brancards of 4.000 kg aan vracht
- Lengte: 18,38 m
- Rotor diameter: 21,29 m
- Hoogte: 6,93 m
- Leeggewicht: 8.900 kg
- Max takeoff gewicht: 13.400 kg
- Motoren: 2× Klimov TV3-117M turboshafts, met elk 1.454 kW
- Max snelheid: 230 km/h
- Plafond: 4.000 m
- Actieradius: 800 km